# Teriańskie Oka

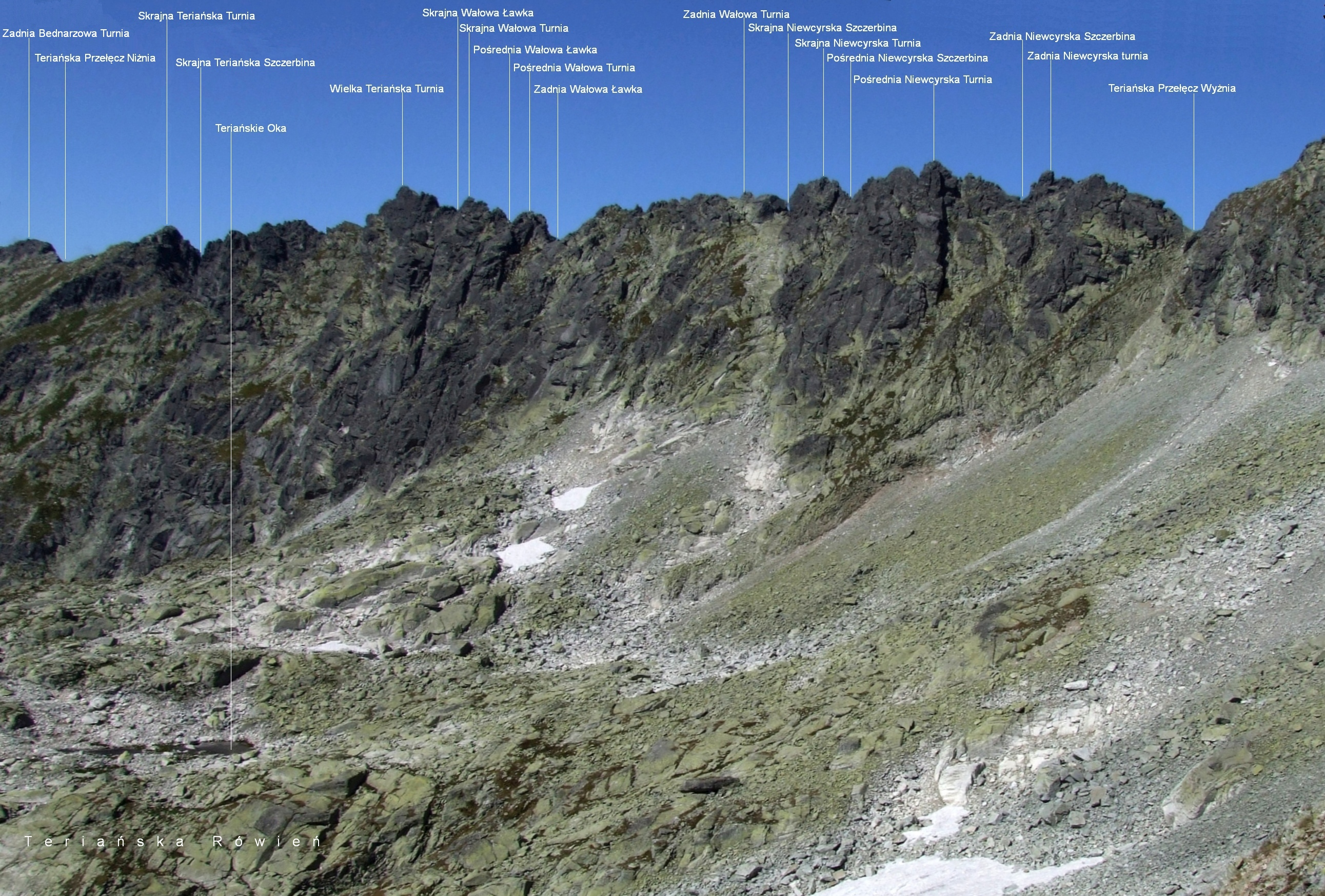
Widok z południowego wschodu

Teriańskie Oka – grupa sześciu Teriańskich Stawów w dolinie Niewcyrka w słowackich Tatrach Wysokich. Znajdują się na Teriańskiej Równi u południowych podnóży Grani Hrubego. Najwyżej położony jest stawek, któremu Władysław Cywiński nadał nazwę Teriańska Wanna. Stawek ten ma kształt wanny i znajduje się pomiędzy litymi, wypolerowanymi mutonami. Położony jest na wysokości 2210 m, co pretenduje go do jednego z najwyżej położonych tatrzańskich stawów. Ma wymiary 10 × 1 m i głębokość 1 m. W. Cywiński obserwował go 9 września 2000, 1 lipca 2003, 27 lipca 2006, 12 października 206 i 9 sierpnia 2008. i w każdym z tych terminów była w nim woda, można więc przypuszczać, że jest to stawek stały. Największy ze stawków znajduje się na wysokości około 2205 m, ma wymiary 30 × 10 m i głębokość 1 m.
Stawki te w dotychczasowej literaturze nie były wymieniane. Po raz pierwszy opisał je i nadał im nazwę Władysław Cywiński w 2008 r. w 14 tomie przewodnika wspinaczkowego Tatry. Grań Hrubego. 
Dolina Niewcyrka jest obszarem ochrony ścisłej z zakazem wstępu.